# Stazione di Sanluri Stato
La stazione di Sanluri Stato, già stazione di Sanluri ed in seguito di Sanluri Reali, è una stazione ferroviaria in disuso al servizio del comune di Sanluri, lungo la ferrovia Cagliari-Golfo Aranci.

## Storia
Le origini dell'impianto risalgono alla seconda metà dell'Ottocento: in quell'epoca la Compagnia Reale delle Ferrovie Sarde diede il via ai lavori di realizzazione della rete ferroviaria pubblica a scartamento ordinario della Sardegna, seguendo un progetto dell'ingegnere gallese Benjamin Piercy, il quale prevedeva tra l'altro il passaggio della principale linea dell'isola (detta Dorsale Sarda) nel territorio di Sanluri, sebbene non nel centro abitato ma a qualche chilometro a sud di esso. Sanluri fu comunque dotata di una stazione a sud-ovest del borgo: fu così che l'impianto fu costruito e venne inaugurato il 4 settembre 1871 congiuntamente al secondo tronco realizzato della Cagliari-Golfo Aranci, tra la stazione di Villasor e la vecchia stazione di San Gavino.
Negli orari dei primi decenni di attività della linea lo scalo era identificato col solo nome del paese (Sanluri). La necessità di un cambio di denominazione emerse quando negli anni dieci del Novecento fu realizzata a cura delle Ferrovie Complementari della Sardegna la ferrovia Isili-Villacidro, una linea a scartamento ridotto che collegava Sarcidano, Marmilla e Medio Campidano. Il percorso di questa nuova ferrovia attraversava Sanluri per poi incrociare la rete delle Ferrovie Reali proprio dinanzi allo scalo sanlurese per proseguire verso Villacidro. La realizzazione di una stazione FCS nel nucleo urbano di Sanluri (identificata anche come Sanluri Complementari), portò a identificare ufficialmente la stazione delle Ferrovie Reali di Sanluri come Sanluri Reali. La stazione, divenne scalo di interscambio tra la Dorsale Sarda e la linea per Isili e Villacidro (aperta nel 1915), e fu inoltre affiancata da uno scalo delle FCS, che a sud dell'impianto realizzarono il proprio fabbricato viaggiatori e il proprio fascio binari.

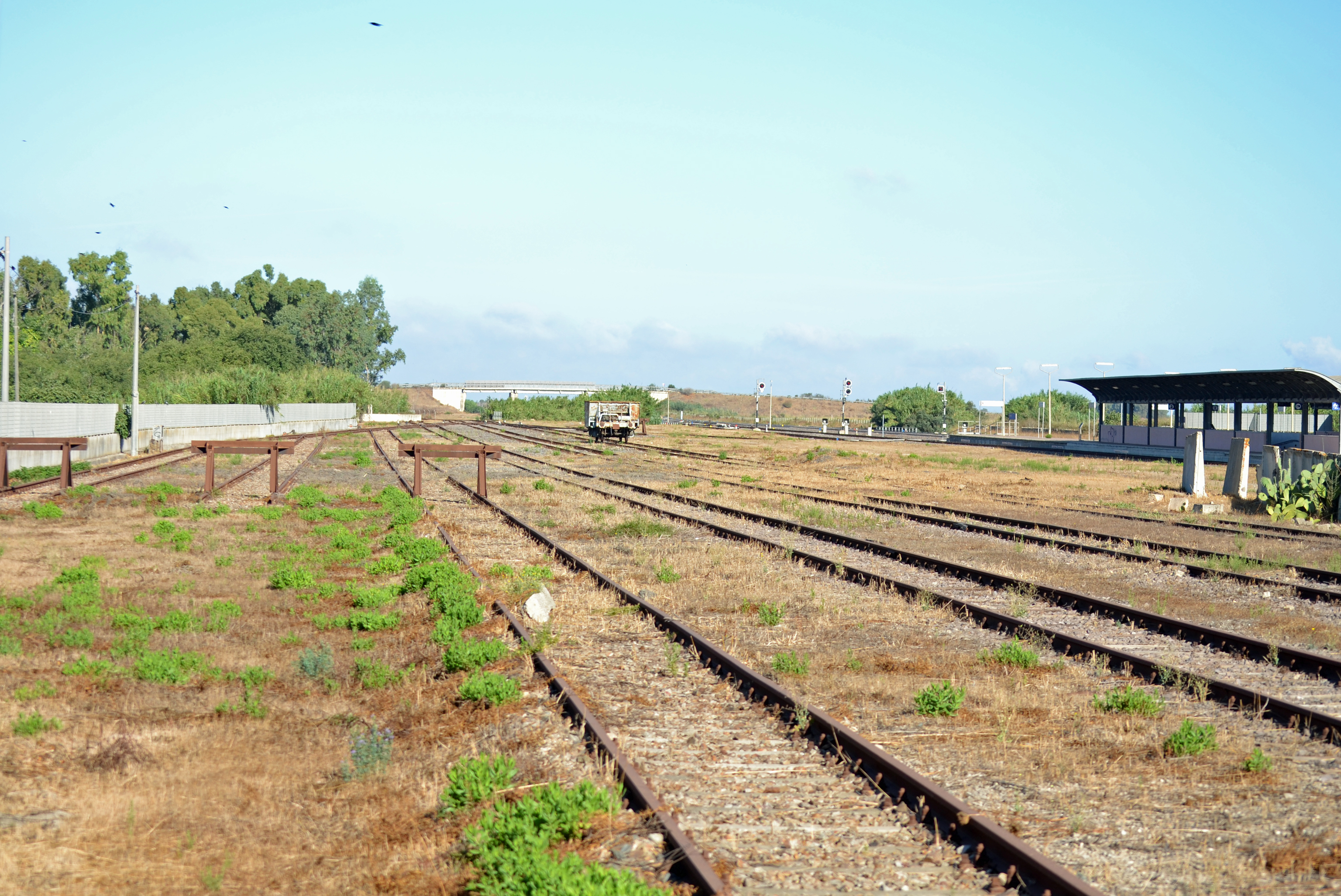
Il terminal merci della stazione, realizzato nell'ex area delle FCS negli anni ottanta insieme al raccordo per Villacidro

Il nome di Sanluri Stato della stazione risale al 1920, quando l'intera rete delle Ferrovie Reali passò alla gestione delle Ferrovie dello Stato. Sempre in quegli anni l'area a sud della stazione, in località Strovina, fu bonificata dall'Opera Nazionale Combattenti. Superata la guerra, lo scalo perse la caratteristica di scalo di interscambio con la chiusura della Isili-Villacidro nel 1956, le cui relazioni furono sostituite da autocorse. Negli anni ottanta, la stazione di Sanluri Stato fu interessata a vari lavori di potenziamento: all'epoca fu deciso di raccordare la Cagliari - Golfo Aranci con la zona industriale di Villacidro , in cui si era insediata tra l'altro la Keller, industria attiva nella produzione e nella manutenzione di rotabili. Per il collegamento fu realizzato un raccordo tra Sanluri Stato e l'area industriale villacidrese di circa 8 km, in gran parte realizzato sull'ex sedime della Isili-Villacidro, che fu attivato il 25 ottobre 1986. L'area in passato utilizzata dalle FCS a Sanluri Stato venne utilizzata per la realizzazione di un nuovo fascio binari per il servizio merci (lo stesso fabbricato viaggiatori FCS fu demolito in quel periodo) e per la sosta dei rotabili in partenza o in arrivo dal raccordo.
In quegli stessi anni la stazione di Sanluri Stato fu scelta come capolinea di uno dei tronchi di prova del progetto di elettrificazione a corrente alternata della Dorsale Sarda: per permettere alle locomotive E.491 ed E.492 di percorrere i binari tra la stazione e quella di Villasor furono installate le catenarie per l'alimentazione elettrica. Tuttavia il progetto fu abortito a inizio degli anni novanta, fatto che portò alla rimozione delle linee aeree e della relativa palificazione dallo scalo. Nella seconda metà degli anni duemila altri lavori, collegati al raddoppio del binario tra Decimomannu e San Gavino Monreale, furono eseguiti nella stazione di Sanluri Stato, ristrutturata in particolare per quanto riguarda le banchine di accesso ai binari del servizio passeggeri, costruite in luogo delle vecchie, dotate ora di pensiline e raggiungibili con un sottopassaggio pedonale realizzato nell'occasione.
Nonostante tali lavori di ammodernamento la stazione rimase meta di un limitato movimento di passeggeri, fatto che portò a partire dal 15 giugno 2014 alla disattivazione della stazione per questo tipo di traffico.

## Strutture ed impianti

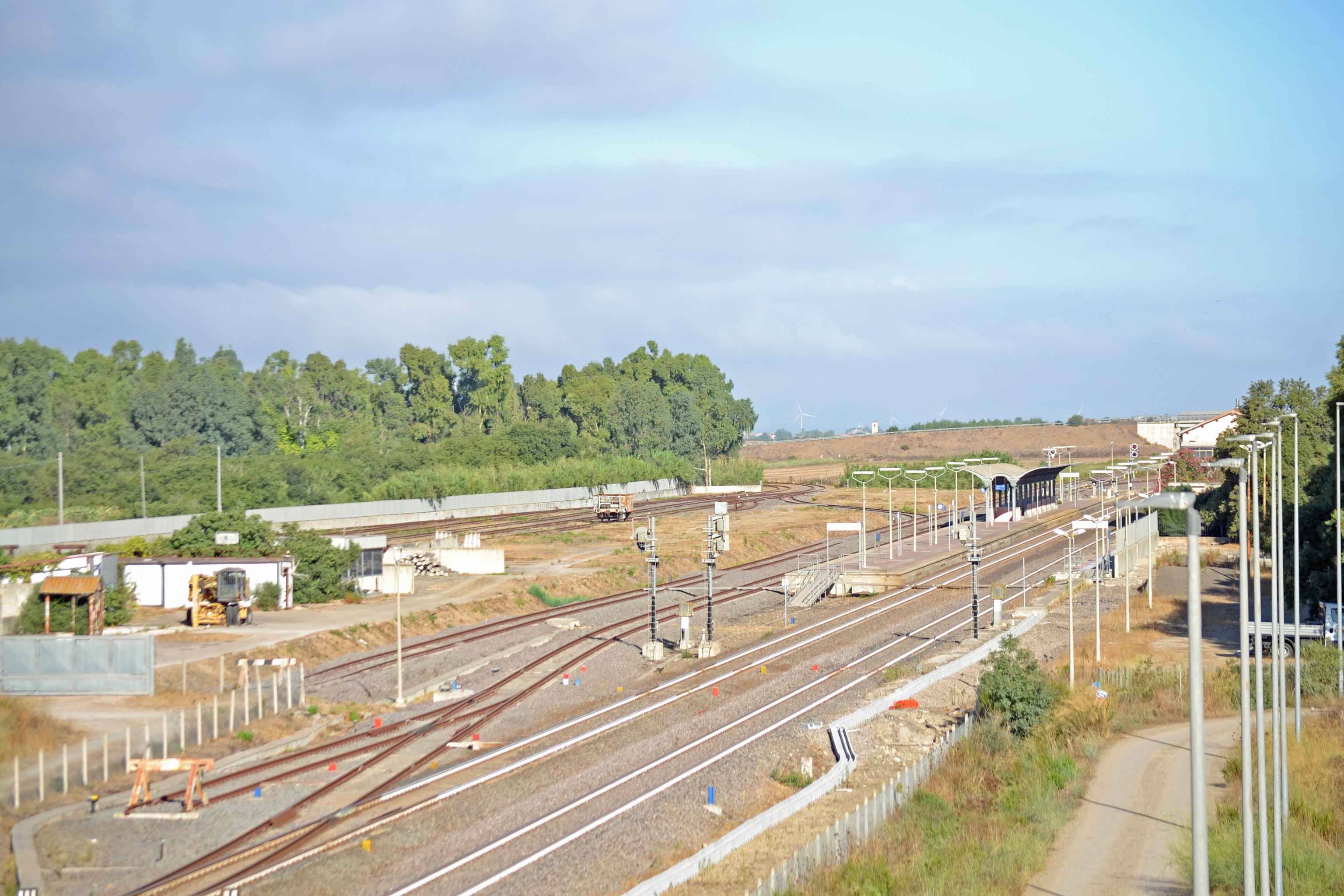
Vista dei binari in direzione San Gavino Monreale, con il raccordo per Villacidro visibile sulla sinistra

Situata lungo la ferrovia Cagliari-Golfo Aranci, la stazione è di tipo passante, ed è dotata dinanzi al fabbricato viaggiatori di quattro binari, di cui due di corsa e 3 attrezzati per il servizio passeggeri. Il quarto binario è tronco, e da esso si ha accesso al raccordo per la zona industriale di Villacidro ed al relativo fascio di sosta della stazione. Quest'ultimo, che occupa l'area ex FCS, comprende 6 binari tronchi, due binari inoltre terminano tronchi nei primi metri di sedime del raccordo. 
Lo scalo merci originario dell'impianto, dismesso dopo i lavori di ristrutturazione degli anni duemila, si trovava a sud-est del fabbricato viaggiatori: di esso permane solo il piano caricatore, su cui convergeva un binario tronco. 
Durante gli anni di attività della limitrofa stazione delle Ferrovie Complementari Sarde, l'area merci comprendeva anche l'area tra le due stazioni, in cui era presente un magazzino merci comune.
Per quanto riguarda gli edifici lo scalo è dotato di un fabbricato viaggiatori a pianta rettangolare a due piani, di cui solo quello a livello stradale è impiegato per l'attività ferroviaria. Le ritirate sono invece situate in una costruzione a sé stante. Ulteriori edifici impiegati per l'attività ferroviaria fiancheggiano da entrambi i lati il fabbricato viaggiatori. A ovest di quest'ultimo edificio si trova inoltre il sottopassaggio pedonale che permette l'accesso alla banchina che serve i binari 2 e 3.

## Movimento

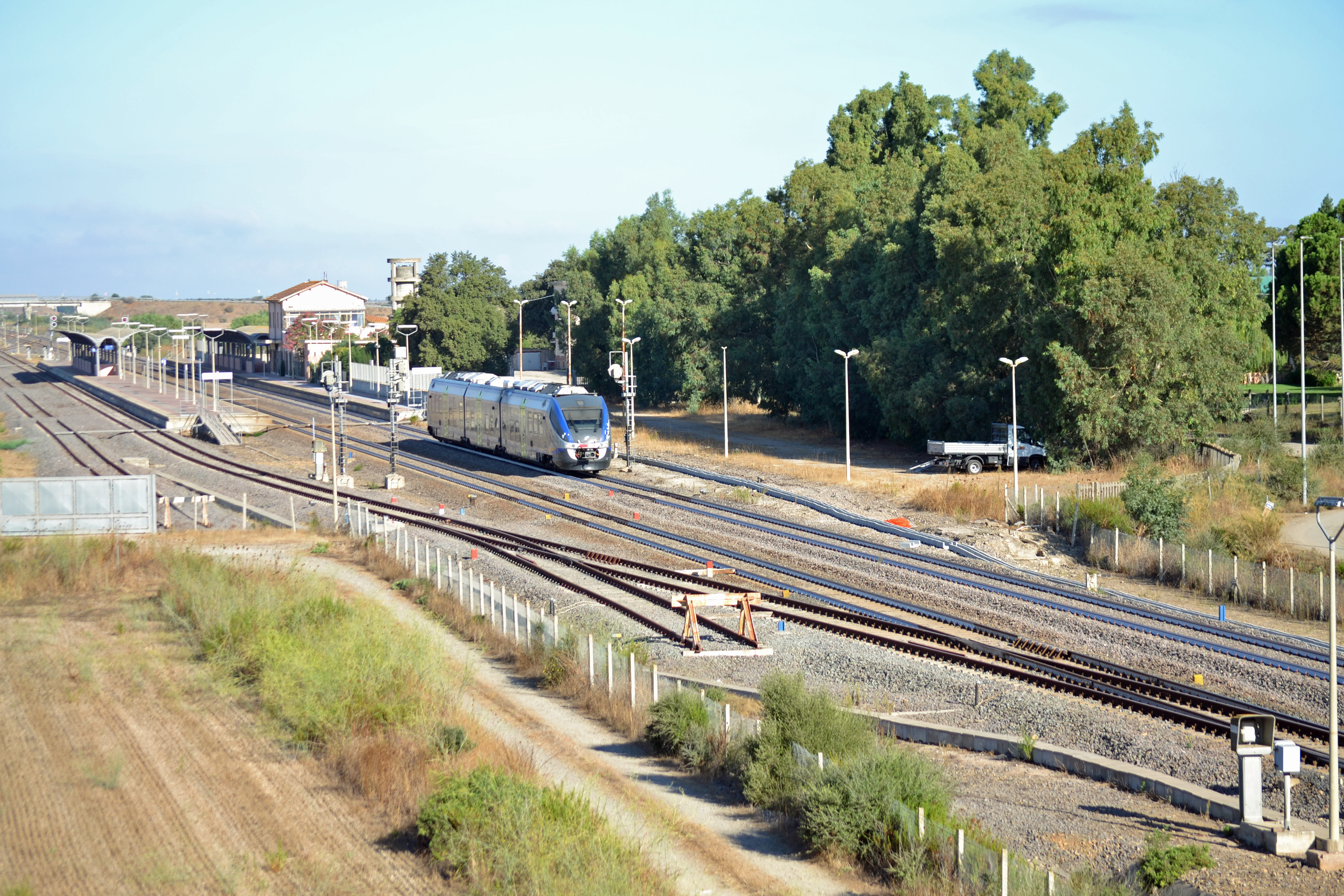
Minuetto diesel di Trenitalia in transito nello scalo, non più servito da alcuna relazione dal 2014

Con la chiusura al servizio viaggiatori della stazione, a partire dal giugno 2014 i treni passeggeri transitano nell'impianto senza effettuare alcuna sosta. In precedenza lo scalo era raggiunto principalmente dai treni regionali espletati da Trenitalia lungo la Dorsale Sarda.
Il servizio merci, cessato su base regolare in Sardegna a partire dal 2008, interessava la stazione in particolare per quanto riguarda le relazioni con la zona industriale di Villacidro, servita dal raccordo avente origine nello scalo sanlurese. In particolare venivano movimentati rotabili ferroviari prodotti e ristrutturati dalla Keller, industria ferroviaria, poi fallita nel 2014.

## Servizi

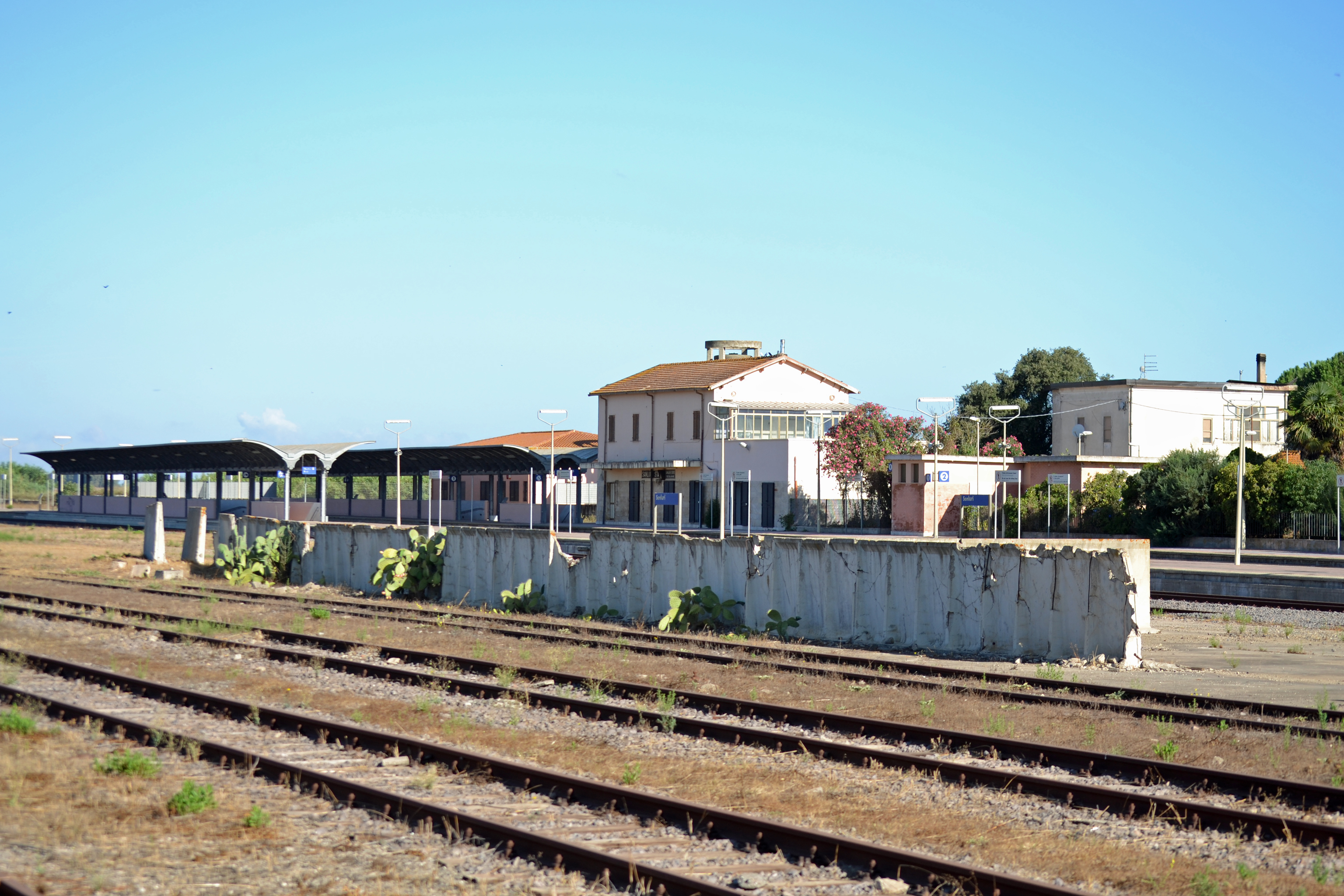
Il fabbricato viaggiatori, alla cui sinistra è visibile l'accesso al sottopassaggio pedonale

Dal punto di vista commerciale prima della disabilitazione al servizio passeggeri la stazione era classificata da RFI in categoria "bronze", ed è tecnicamente accessibile all'utenza con disabilità di tipo motorio e visivo. Dal punto di vista dei servizi, l'accesso ai treni è garantito da due banchine (una attigua al fabbricato viaggiatori, ed una comune ai binari 2 e 3) collegate tramite sottopassaggio pedonale e dotate di pensiline in cemento. Nel fabbricato viaggiatori sono presenti alcuni servizi all'utenza, non più in uso data la cessazione del servizio passeggeri: tra essi la sala d'attesa, e la biglietteria, prima a sportello ed in seguito automatica, dell'impianto. Presenti anche i servizi igienici in un altro edificio dello scalo.

## Interscambi
Con la stazione attiva per il servizio passeggeri alcune autolinee dell'ARST effettuavano fermata dinanzi allo scalo, e lo collegavano con Sanluri e con l'area circostante, oltre che con i centri serviti in passato dalla ferrovia per Villacidro e Isili. Sino al 1956 tali centri erano invece raggiunti tramite questa ferrovia, la quale a Sanluri Stato aveva una stazione situata nella parte sud di quella gestita dal gruppo FS.